# Militärflugplatz Náměšť

i8
i11
i13
Der 22. Taktische Luftwaffenbasis Náměšť (tschechisch 22. základna vrtulníkového letectva Náměšť, ICAO-Code: LKNA) ist ein tschechischer Militärflugplatz der Luftstreitkräfte der Tschechischen Republik. Er liegt im Westen Mährens südwestlich der Stadt Náměšť nad Oslavou in der Region Vysočina, gut 40 km westlich von Brünn. Er dient als Haupteinsatzbasis der tschechischen Militärhubschrauber.

## Geschichte
Bei Gründung der Tschechischen Republik nach dem Ende des Kalten Kriegs war die Basis Standort der mit Su-22M-4/Su-22UM-3K und einigen L-29 ausgerüsteten 20. Jagdbomberregiments, 20. stíhací bombardovací letecký pluk (20. SBoLP). Im April wurde die Einheit mit den zuvor dem in Pardubice liegenden 30. Luftangriffsregiment unterstellten Su-25-Staffeln in die 32. Taktische Luftbasis, 32. základna taktického letectva (32zTL), umgruppiert. Die Su-25 wurde Ende 2000 und die Su-22 im Frühjahr außer Dienst gestellt. Im Jahr 2001 trafen die ersten L-159ALCA ein, die im folgenden Jahr durch die Version L-159A ersetzt wurden. Die 32zTL wurde Ende 2003 jedoch außer Dienst gestellt.
Die ersten Mi-24/Mi-35 wurden 2008 nach Náměšť und der neu aufgestellten 221. Staffel unterstellt, die aus der 331. Staffel in Přerov gebildet wurde. Die 2013 eingetroffenen Mi-171 wurden der ebenfalls neu aufgestellten 222. Staffel unterstellt, die aus Elementen der bisherigen 332. Staffel gebildet wurde. Im gleichen Jahr erhielt die 221. Staffel ebenfalls einige Mi-171.
Die Kampfhubschrauberflotte wurde in den folgenden schreittweise reduziert und zuletzt wurde nur noch die Variante Mi.35 geflogen. Nachdem die ersten Exemplare des Nachfolgemodells AH-1Z bereits im Sommer 2023 auf der Basis eingetroffen waren, wurden die Mi-35 im Oktober 2023 außer Dienst gestellt. Die ersten der ebenfalls neu beschafften UH-1Y waren ebenfalls einige Wochen zuvor eingetroffen.
Im Verlauf des Jahres 2024 begann die Vorbereitung der Basis, um sie auch für den zukünftigen Betrieb der F-35A, die Anfang 2024 bestellt worden waren, zu ertüchtigen.

## Heutige Nutzung
Der Stützpunkt ist heute die Heimatbasis der Helikopter der Tschechischen Luftstreitkräfte. Ihr unterstehen zwei fliegende Staffeln.
- 221. vrtulníkovou letka (221. vrlt), Hubschrauberstaffel, ausgerüstet seit Juli 2023 AH-1Z Kampfhubschraubern
- 222. vrtulníkovou letka (222. vrlt), Hubschrauberstaffel, ausgerüstet mit Mi-171Sch und seit August 2023 auch UH-1Y für Transport und Spezialeinsätze